# Metopoceras gloriosa
Metopoceras gloriosa là một loài bướm đêm trong họ Noctuidae.